# Kreis Hiiu
Der Kreis Hiiu (estnisch Hiiu maakond oder Hiiumaa, deutsch Dagö) ist ein Landkreis (maakond) in Estland. Sowohl hinsichtlich der Einwohnerzahl wie der Fläche ist es der kleinste der 15 Landkreise. Er besteht hauptsächlich aus der zweitgrößten estnischen Insel Hiiumaa und mehreren kleineren Inseln.
Im Osten grenzt Hiiu an den Kreis Lääne, im Süden an den Kreis Saare sowie im Westen und Norden an die Ostsee.

## Geografie
Der Kreis Hiiu besteht aus den Inseln Hiiumaa (965 km²) und Kassari (19 km²) sowie weiteren kleinen Inseln. Die höchste Erhebung ist der Tornimägi mit 68 m. Der längste Fluss ist der Luguse (21 km).

## Gemeindegliederung

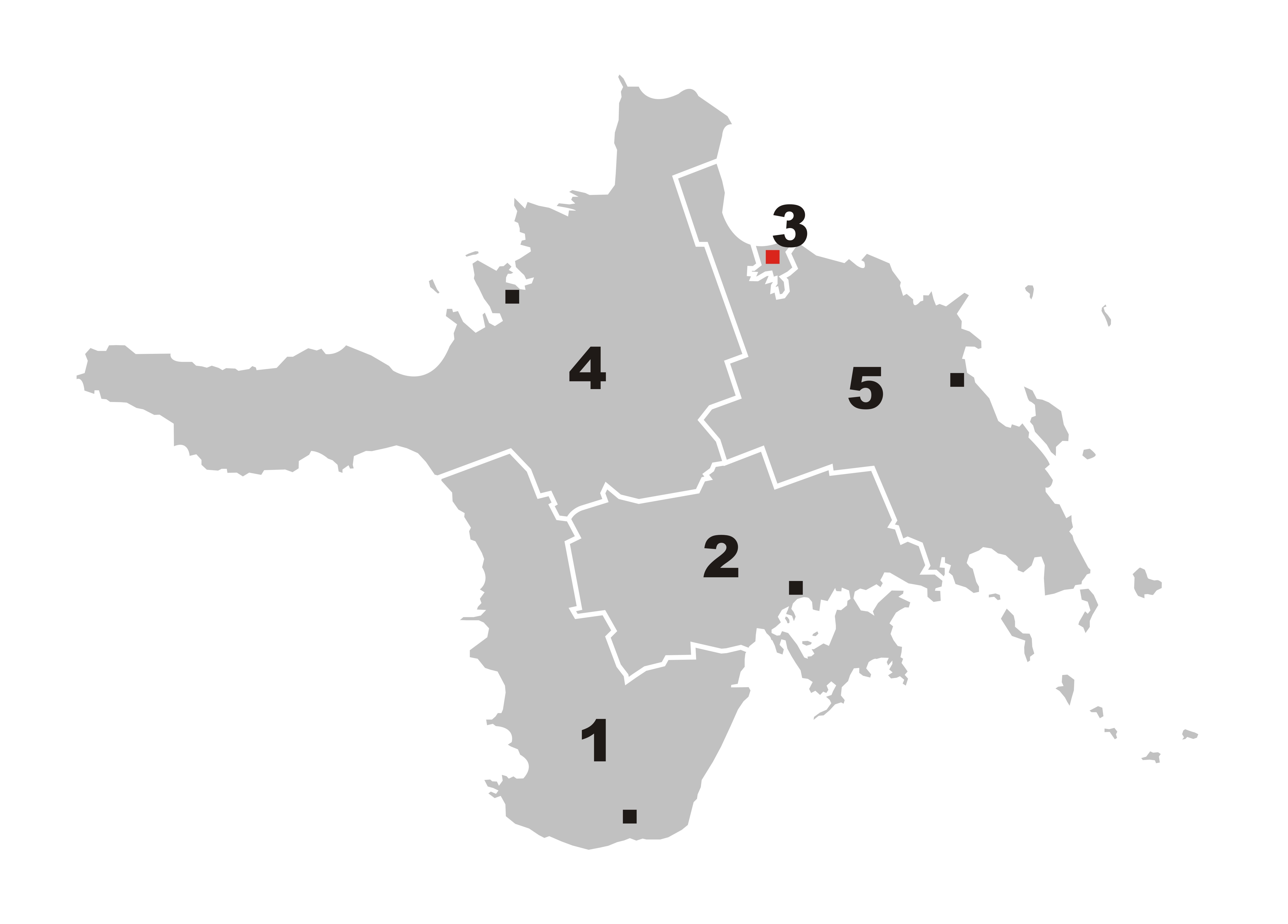
Verwaltungsgliederung bis 2013:
1 = Emmaste
2 = Käina
3 = Kärdla
4 = Kõrgessaare
5 = Pühalepa
Kärdla (3) und Kõrgessaare (4) bildeten ab 2013 Hiiu

Seit 2017 besteht der Kreis Hiiu aus nur einer Gemeinde, der Landgemeinde Hiiumaa.
Von 2013 bis 2017 war der Kreis unterteilt in die vier Landgemeinden (vald) Emmaste, Hiiu, Käina  und Pühalepa. Die Landgemeinde Hiiu entstand im Jahr 2013 als Zusammenschluss der Stadt Kärdla (Kertel) mit der Landgemeinde Kõrgessaare (Hohenholm).
|   | Gemeinde                 | Fläche km² | Einwohner | Bev.- dichte /km² |
| - | ------------------------ | ---------- | --------- | ----------------- |
| 1 | Emmaste vald (Emmast)    | 197,5      | 1.108     | 5,6               |
| 2 | Hiiu vald                | 3880       | 4.159     | 12,8              |
| 3 | Käina vald (Keinis)      | 186,5      | 1.878     | 10,1              |
| 4 | Pühalepa vald (Pühhalep) | 255,5      | 1.437     | 5,6               |
|   | Hiiu maakond (Dagö)      | 10230      | 8.582     | 8,4               |